# Alejandro I de Epiro

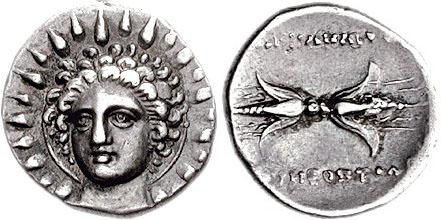
Moneda de Alejandro I de Epiro. Tarento.

Alejandro I de Epiro, llamado el Moloso (Epiro, 362 a. C. - Pandosia, 331/0 a. C.), fue un rey de Epiro de la dinastía eácida. Fue tío del rey de Macedonia Alejandro Magno.

## Primeros años
Alejandro nació en la región de Epiro (Grecia), en el año 362 a. C. Fue el tercer y único hijo varón del rey Neoptólemo I y nieto del rey Alcetas I.
Las hermanas mayores de Alejandro el Moloso se llamaban Olimpia de Epiro y Troa de Epiro, siendo la primera quien más tarde llegaría a ser la madre del famoso monarca y conquistador Alejandro Magno de Macedonia. El nombre de soltera real de Olimpia era Políxena, en honor a la joven del mismo nombre, quien fuera hija de Príamo y sacrificada en la tumba de Aquiles. Políxena cambió su nombre por el de Myrtale cuando se casó con el rey Filipo II de Macedonia, y más tarde lo volvió a cambiar finalmente por Olimpia, en homenaje a la victoria que el rey macedónico obtuvo en dicho lugar, evento que sucedió el mismo día en que nació su hijo Alejandro (a mediados del año 356 a. C).
En el año 362 a. C. la familia real se vio trágicamente conmocionada luego del nacimiento del primer hijo varón, Alejandro, por el fallecimiento al cabo de unos pocos días o posiblemente al dar a luz de su propia madre, cuyo nombre se desconoce. Al cabo de dos años, falleció también repentinamente el rey Neoptólemo I, con lo cual luego de ambos fallecimientos inesperados y sucesivos, las vidas de Troa de Epiro, de Políxena (Olimpia) y del pequeño Alejandro I como del propio reino de Epiro sufrirían un drástico cambio, tanto en un sentido plenamente político como administrativo.
Arribas de Epiro, tío de Troa, de Políxena y de Alejandro I, fue finalmente quien se hizo cargo del reino de Epiro, a modo de regente del mismo, hasta que Alejandro I en su condición de único hijo varón, alcanzara la mayoría de edad.
El niño Alejandro quedó entonces bajo la tutela de Arribas de Epiro en su condición de tío, de regente, y en términos prácticos como rey de Epiro, junto con Políxena, ya que Troa, la hermana mayor de la familia, fue forzada a casarse con su tío Arribas. Troa le dio a su esposo, el rey Arribas de Epiro, dos hijos varones cuyos nombres fueron Eácides I de Epiro y Alcetas II de Epiro.
Poco tiempo después, Olimpia fue tomada por esposa por el rey Filipo II de Macedonia, en un acuerdo matrimonial realizado entre Arribas y Filipo II, cambiando al ser tomada por esposa por Filipo II el nombre de Myrtale.
Myrtale logró que su hermano Alejandro I se estableciera en Pela (capital del reino de Macedonia) cuando este tenía cinco años, con la intención de brindarle una mejor educación y adicionalmente una mayor protección ante su tío en su calidad de hermana mayor. Alejandro I se crio y educó entonces en el marco de la realeza de Macedonia, con sus sobrinos: Alejandro Magno y Cleopatra, más otros niños hijos del rey Filipo II: niños y niñas medio hermanos de Alejandro III y Cleopatra, sumados a hijos de miembros de la nobleza del reino de Macedonia.

## Ascenso al trono de Epiro
Al cumplir Alejandro I de Epiro veinte años de edad (343 a. C.), su cuñado, el rey Filipo II de Macedonia, ya sea por motivos políticos o bien intereses privados de índole familiar, derivados de su relación con su esposa Olimpia, destituyó al rey Arribas de Epiro, e instauró en el trono a Alejandro I el Moloso. Filipo II obligó con firmeza al rey Arribas a que se retirara del trono. Se estima que Alejandro I reinó entre 343 y 331 a. C.
Cabe destacar que el ascenso de Alejandro I de Epiro como rey en Molosia se dio dentro de un contexto de reinado vasallo al reino de Macedonia. Las sucesivas victorias militares de Filipo II lo llevaron a instaurar la hegemonía política, administrativa y militar de Macedonia sobre el resto de las ciudades que constituían la Grecia de aquel entonces, las que con excepción de Esparta en el año 337 a. C. se constituyeron en la llamada Liga de Corinto.
La Liga garantizaba la paz general para todas las ciudades que la conformaban y la autonomía interna de cada polis que la integraba, salvo para reprimir revoluciones y constituía una alianza idealmente concebida como perpetua bajo el mando de Filipo II, a quien dicha Liga le concedía el mando de la guerra contra el reino de Persia. En el caso de Alejandro I de Epiro, su condición de rey como la de los demás reyes y gobernantes griegos (nuevamente con excepción del reino de Esparta) no se dio en condiciones de paridad política con el reino de Macedonia, sino que tanto Alejandro I el Moloso como el resto de los arcontes se constituyeron en estados vasallos, unidos finalmente en una Liga fundada por el genuino rey de Grecia, en el más pleno y genuino sentido político: Filipo II de Macedonia.

## Alianza matrimonial y descendencia
En el 338 o 337 a. C., un nuevo matrimonio de Filipo II de Macedonia, que podía llegar a poner en peligro el derecho al trono de Alejandro Magno generó un incidente entre ambos, en el cual este se enemistó durante un breve período de tiempo con su propio padre.
Una anécdota al respecto de esta situación da cuenta de las palabras del nuevo suegro de Filipo II durante la celebración de la nueva boda, un poderoso noble macedonio llamado Átalo, quien rogó públicamente que el matrimonio de su hija Eurídice con el rey de Macedonia diera a luz un hijo varón, legítimo sucesor del rey de Macedonia, en alusión a que la madre de Alejandro III, Olimpia, había nacido en Epiro, y de esta manera la nueva esposa de Filipo II, siendo ahora ciudadana del reino de Macedonia, daría a luz a un heredero puro, y no mitad macedonio y mitad epirota, como lo era su hijo Alejandro III y posiblemente el hijo primogénito del primer matrimonio de Filipo II de nombre Carano, con lo cual quedaba abierta la posibilidad de que se relegara a un Alejandro III, ya con una alta vocación política y militar a un segundo o incluso un tercer lugar en la línea sucesoria del reino de Macedonia.
Alejandro Magno al parecer se enfureció con su propio padre a raíz de este incidente. Las tensiones que surgieron de esta manera entre Filipo II y su hijo Alejandro, derivaron en la ira del rey hacia su propio hijo, por lo que Alejandro Magno se vio obligado a exiliarse a Iliria, tras dejar a su madre Olimpia en la corte de su hermano Alejandro I, es decir, en Epiro.
Pese a este incidente entre padre e hijo, a los pocos meses se dio una nueva reconciliación entre ambos, estando la misma íntimamente conectada con otro acontecimiento políticamente relevante hacia el año 337 a. C. para la relación entre ambos reinos, al mismo tiempo que Alejandro III regresaba a Macedonia, Alejandro I realizaba una alianza política con Filipo II, con el fin de probablemente de mantener o reforzar la unidad entre ambos reinos, aceptando la propuesta del rey de Macedonia de contraer matrimonio con su hija Cleopatra de Macedonia, que a la vez era su sobrina. Alejandro I y Cleopatra pasarían a formar una nueva dinastía en Molosia, coronándose una ciudadana de Macedonia como reina de Epiro.
En el año 336 a. C., durante la celebración de la boda entre Alejandro I y Cleopatra en Egas, Filipo II fue asesinado por Pausanias de Orestis. Este era un miembro de la guardia real de Macedonia, y tras concretar el asesinato, salió huyendo al encuentro de sus cómplices involucrados en el plan de matar al rey, pero inmediatamente fue perseguido y alcanzado rápidamente por algunos caballeros de la élite de Macedonia, siendo ejecutado en el mismo momento en un arrebato de violencia por los caballeros mencionados, furiosos por la muerte de su rey.
La causa que motivó el asesinato de Filipo II y el autor/a o los autores intelectuales del mismo jamás se logró esclarecer en el más amplio sentido. Cabe destacar que adicionalmente al asesinato del rey, y durante el transcurso de lo que restaba del año 336 a. C., hubo otros acontecimientos trágicos relacionados con la familia de Filipo II.
Alejandro I y Cleopatra tuvieron dos hijos, Neoptólemo II de Epiro y Cadmia.

## Expedición militar a la Magna Grecia
En el año 334 a. C., Alejandro I el Moloso recibió en su corte a una delegación de la ciudad italiana de Tarento perteneciente a la región de la Magna Grecia, conjunto de colonias griegas de la actual Italia meridional solicitando ayuda militar.
La delegación imploró su ayuda, ya que estaban siendo víctimas de incursiones efectuadas diversos pueblos itálicos cercanos a los tarentinos: los mesapios, lucanos y brutios.
Las ciudades greco-itálicas ya antes habían decidido pedir el mismo tipo de ayuda militar, pero en su momento lo realizaron a otros reyes griegos bajo la forma del envío de mercenarios griegos. En la guerra contra los lucanos. Arquidamo III, rey de Esparta, dirigió una expedición a Italia hacia el 346 a. C. Lo único que se sabe de esta expedición es que acabó con la derrota de los espartanos hacia el 338 a. C. en Manduria, a unos 40 km de Tarento, en la que el propio Arquidamo III murió en batalla. Se trató de una victoria conjunta de los lucanos y de los mesapios, lo que propició la alianza posterior entre ambos pueblos, y la profundización del hostigamiento de los samnitas, que eran aliados de los lucanos, sobre las ciudades pertenecientes a la Magna Grecia.
La campaña de Alejandro I "El Moloso" en Italia históricamente se encuentra sumida en las brumas de lo incierto, ya que jamás hubo historiador que relatara de manera sólida y coherente esta breve campaña que Alejandro I de Epiro sostuvo en las ciudades greco-itálicas; solamente es a partir de Tito Livio que se pueden hallar algunas escasas referencias históricas, constituyéndose en la única fuente disponible sobre el final del reinado de Alejandro I de Epiro.
Inicialmente el ejército de Alejandro I el Moloso unido a los tarentinos tuvo éxitos en la lucha contra los mesapios, lucanos, brutios y samnitas. Los lucanos y samnitas fueron derrotados en una gran batalla cerca de Pesto, y de esta manera Alejandro I logró penetrar en el corazón del territorio de Brucio.
Posteriormente Alejandro intentó establecer gobiernos independientes sobre las ciudades a las que brindaba protección, y perdió el apoyo de Tarento. Ocupó Heraclea, que era colonia de los tarentinos e intentó transferir la sede de la asamblea de las ciudades griegas de la Magna Grecia, que hasta entonces se reunía en Heraclea, a otro lugar que fortificó que estaba próximo al río Acalandro y quedaba bajo control de la ciudad de Turios.
Las condiciones adversas militares en las que se vio envuelto Alejandro I, al encontrarse con una rebelión militar de quienes años atrás habían recurrido a su ayuda contra el peligro que representaban los samnitas, lo hallaron militarmente en desventaja con un ejército más pequeño y menos poderoso, siendo derrotado en la batalla de Pandosia y muriendo a manos de un lucano en el año 331 o 330 a. C.
Los restos de Alejandro I de Epiro fueron trasladados a Consentía donde fueron incinerados, luego enviados a Metaponto para así finalmente ser embarcados con destino a Epiro, donde fueron recibidos por su mujer, Cleopatra de Macedonia, y su hermana Olimpia.